# Peter Novajovský
Peter Novajovský (ur. 27 września 1989 w Bratysławie) – słowacki hokeista.
Jego szwagrem został inny słowacki hokeista, Michal Sersen.

## Kariera
- Slovan Bratysława U18 (2005-2006)
  -  ŠHK KŠK Bratislava (2005/2006)
- Slovan Bratysława U20 (2006-2009)
- Slovan Bratysława (2007-2009)
  -  HK Ružinov 99 Bratislava (2007/2008)
  -  HK VSR SR 20 (2007/2008)
- HC Šumperk (2009/2010)
- HC Vrchlabí (2009/2010)
- HC Přerov (2010-2011)
- HK Spišská Nová Ves (2011-2012)
- HC 05 Banská Bystrica (2012-2013)
- HKm Zvolen (2013)
- HK Dukla Trenczyn (2013-2015)
- Cracovia (2015-2018)
- GKS Tychy (2018-2021)
- HK Poprad (2021-2022)
- MHk 32 Liptovský Mikuláš (2022-)

Wychowanek Slovana Bratysława w rodzinnym mieście. Grał w klubach słowackich oraz czeskich. Od września 2015 zawodnik Cracovii w rozgrywkach Polskiej Hokej Ligi. W kwietniu 2016 i w maju 2017 przedłużał kontrakt z klubem o rok. Pod koniec stycznia 2018 otrzymał 14-dniowe wypowiedzenie umowy z klubu Cracovia. Po sezonie 2017/2018, pod koniec kwietnia 2018 został zawodnikiem GKS Tychy. Po sezonie 2020/2021 odszedł z klubu. W czerwcu 2021 został zakontraktowany przez HK Poprad. W lipcu 2022 został graczem MHk 32 Liptovský Mikuláš.
W barwach Słowacji uczestniczył w turnieju mistrzostw świata juniorów do lat 18 edycji 2007.

## Sukcesy
Klubowe
- Złoty medal mistrzostw Słowacji: 2013 z HKm Zvolen
- Puchar Polski: 2015 z Cracovią
- Złoty medal mistrzostw Polski: 2016, 2017 z Cracovią, 2019, 2020[10] z GKS Tychy
- Finał Pucharu Polski: 2016, 2017 z Cracovią
- Superpuchar Polski: 2016, 2017 z Cravovią, 2019 z GKS Tychy
- Brązowy medal mistrzostw Polski: 2021 z GKS Tychy